# Frente Islâmica
A Frente Islâmica foi um grupo fundamentalista composto pela união de sete grandes facções islamitas durante a guerra civil na Síria. Sua criação foi anunciada em 22 de novembro 2013. Segundo a liderança do grupo, seu principal objetivo era impor um Estado islâmico no país.
Em 2014, a Brigada al-Tawhid se dissolveu em várias pequenas facções,principalmente os batalhões Al-Safwa e Al-Fawj al-Awal. No começo de 2015, a Frente Islâmica tinha praticamente deixado de existir como um grupo coeso, com a maioria dos seus membros migrando para as milícias.